# Vv Capelle
Voetbalvereniging Capelle is een Nederlandse voetbalclub uit het Zuid-Hollandse Capelle aan den IJssel. De club werd opgericht op 20 februari 1930. Capelle speelt zijn thuiswedstrijden op Sportpark 't Slot. Het sportpark beschikt over één hoofdveld met verlichting en heeft een hoofdtribune voor 500 toeschouwers en daarnaast 3.500 staanplaatsen rondom het veld.
Capelle speelt sinds het seizoen 1992/1993 met enige regelmaat op het hoogste amateurniveau. Vanaf het seizoen 1998/99 tot en met 2009/10 in de Zaterdag Hoofdklasse A, met uitzondering van het seizoen 2004/05, toen het in de Zaterdag Hoofdklasse B speelde. De tweede plaats in die Hoofdklasse B is de beste prestatie van het eerste elftal tot nu toe. Als eerste club plaatste Capelle zich voor de nieuw te vormen Topklasse, die in het seizoen 2010/11 van start ging. In het seizoen 2016/17 speelde de club in de Derde divisie zaterdag. In 2018 degradeerde de club en sindsdien komt de club uit in de Hoofdklasse, die in 2022 werd hernoemd naar vierde divisie.

## Competitieresultaten 1946–2023
| 5 4B |

| 1 4B |

| 10 3 |

| 9 3 |

| 7 3B |

| 8 3B |

| 7 3B |

| 10 3A |

| 5 4C |

| 3 4C |

| 2 4C |

| 5 3B |

| 6 3A |

| 8 3A |

| 7 3A |

| 10 3B |

| 4 4C |

| 3 4D |

| 3 4C |

| 3 4C |

| 3 4B |

| 1 4A |

| 9 3B |

| 5 3B |

| 8 3B |

| 12 3B |

| 4 4A |

| 2 4B |

| 3 4B |

| 7 4C |

| 5 4C |

| 1 4C |

| 6 3B |

| 7 3A |

| 5 3A |

| 10 3B |

| 10 3A |

| 4 3B |

| 6 3B |

| 2 3B |

| 2 3B |

| 1 3B |

| 6 2B |

| 2 2B |

| 3 2B |

| 3 2A |

| 1 2B |

| 8 1B |

| 5 1B |

| 11 1B |

| 11 1A |

| 5 B |

| 10 B |

| 11 A |

| 8 A |

| 7 A |

| 2 A |

| 7 A |

| 6 A |

| 2 B |

| 9 A |

| 11 A |

| 4 A |

| 2 A |

| 2 A |

| 6 |

| 10 |

| 7 |

| 12 |

| 8 |

| 11 |

| 12 |

| 15 |

| 12 A |

| 10* A |

| -- A |

| 3 A |

| 2 A |

| 3 B |

| Derde divisie Topklasse | Hoofdklasse/4e Divisie | Eerste klasse | Tweede klasse | Derde klasse | Vierde klasse |

In elke staaf van de grafiek staat van boven naar beneden vermeld: 
- Eindnotering

Dit is de positie die de club heeft bereikt in de competitie, zonder eventuele beslissings-, play-off- of nacompetitiewedstrijden die nodig zijn geweest om bijvoorbeeld de kampioen van de competitie te bepalen.
Indien een * achter het getal staat is de notering een tussenstand en kan het zijn dat de notering niet overeenkomt met de uiteindelijke eindstand van de competitie.
Staat er een - dan is het seizoen nog bezig en is er geen definitieve uitslag bekend.
Staat er xx op de positie van de notering, dan heeft de club vroegtijdig de competitie verlaten. Dit kan onder andere komen door terugtrekking van het team, faillissement van de club of door een uitgedeelde straf van de KNVB. In veel gevallen staat elders in het artikel de reden vermeld.
Staat er een ? dan is het resultaat uit het verleden onbekend, en is alleen de competitie of het niveau bekend van dat seizoen.
In de seizoenen 2019/20 en 2020/21 werd wegens de coronacrisis het amateurvoetbal afgebroken. Daardoor kennen deze staven geen eindklassering (middels -- weergegeven).
- Competitieniveau en afdelingsletter of Officiële eindstand Eredivisie
  - Competitieniveau en afdelingsletter

Hierbij geeft het getal het niveau weer, dat ook terug te vinden is in de legenda. De letter is de afdelingsaanduiding en wordt gebruikt wanneer er meer afdelingen zijn op hetzelfde niveau. De afdelingsletter is altijd een hoofdletter en wordt meestal zonder nummer gebruikt.
Voorbeeld: 2F is niveau 2e klasse competitie F.
Het competitieniveau en nummer wordt niet vermeld wanneer er slechts één competitie van dit niveau was.
  - Officiële eindstand Eredivisie (getal staat tussen haakjes vermeld)

Sinds de introductie van play-offwedstrijden voor Europees voetbal na afloop van de reguliere competitie in 2005/06, is de KNVB verplicht een eindstand van de Eredivisie door te geven aan de UEFA aan de hand van deze play-offwedstrijden.
Bij deze eindstand staan clubs die zich hebben gekwalificeerd voor Europees voetbal hoger dan clubs die zich niet wisten te kwalificeren. Indien er geen verschil was tussen de eindnotering en de officiële eindstand, staat dit getal niet vermeld.

- Onderafdeling

Hier staat afgekort de naam van de onderafdeling indien de club in dat jaar in een onderafdeling uitkwam. Tevens staat deze afkorting in de legenda en wordt gelinkt naar het artikel over deze onderafdeling. Deze afkorting wordt alleen vermeld wanneer de club in het verleden in verschillende onderafdelingen heeft gespeeld. Deze vermelding is in de staaf altijd in kleine letters. Deze onderafdelingen zijn na het seizoen 1995/96 afgeschaft. Heeft de club in slechts één onderafdeling gespeeld, dan is dit alleen terug te vinden in de legenda.
Onder de staaf staat het jaartal vermeld waarin het seizoen is afgesloten. 15 verwijst naar het seizoen 2014/15 of eventueel het seizoen 1914/15.
Wanneer een staaf leeg is, zijn deze gegevens niet bekend. Het kan ook zijn dat de club dat seizoen niet heeft meegespeeld op het hogere amateurniveau, vroegtijdig de competitie heeft verlaten of uit de competitie is gezet.

In het seizoen 1944/45 was er wegens de Tweede Wereldoorlog geen regulier competitievoetbal.

## Capelle in de KNVB Beker
Dit schema laat de resultaten zien van Capelle tegen profclubs in de KNVB Beker.
| Seizoen | Ronde    | Wedstrijd                  | Uitslag        |
| ------- | -------- | -------------------------- | -------------- |
| 1997/98 | Groep 3  | Capelle - TOP Oss          | 1-4            |
| 1997/98 | Groep 3  | Capelle - NAC Breda        | 2-5            |
| 2000/01 | Groep 7  | Capelle - Willem II        | 0-4            |
| 2001/02 | Groep 12 | FC Den Bosch - Capelle     | 1-0            |
| 2001/02 | 2e ronde | Dordrecht '90 - Capelle    | 3-2 n.v.       |
| 2002/03 | Groep 6  | Capelle - SBV Excelsior    | 1-3            |
| 2008/09 | 2e ronde | Capelle - Roda JC Kerkrade | 2-4            |
| 2009/10 | 3e ronde | FC Twente - Capelle        | 3-0            |
| 2010/11 | 3e ronde | Capelle - FC Twente        | 1-4            |
| 2013/14 | 2e ronde | Capelle - Almere City FC   | 1-0 n.v.       |
| 2013/14 | 3e ronde | FC Groningen - Capelle     | 2-0            |
| 2014/15 | 2e ronde | Capelle - FC Volendam      | 0-1            |
| 2015/16 | 2e ronde | Capelle - MVV Maastricht   | 1-1 (5-4 n.s.) |
| 2015/16 | 3e ronde | FC Dordrecht - Capelle     | 0-1 n.v.       |
| 2016/17 | 1e ronde | Capelle - FC Groningen     | 0-4            |
| 2017/18 | 1e ronde | Capelle - Roda JC Kerkrade | 0-5            |
| 2021/22 | 1e ronde | Capelle - NEC Nijmegen     | 0-3            |

## Bekende (oud-)Slotbewoners

### Spelers
- Nassim Amaarouk (2018–2019)
- Ton van Bremen (1997–2005)
- Anoush Dastgir (2012–2013)
- Salif Diao-Jimenez (2013–2015)
- John van Diggele (1978–1980, 1981–1986)
- Alex van Duijvenbode (2003–2009)
- Bram van Eijk (2017–2019, 2020–)
- Driss El Akchaoui (2010–2011)
- Richard Elzinga (2002–2005)
- Jorzolino Falkenstein (2010–2011)
- Sander Fischer (2021–)
- Ronald Graafland (2011)
- Michel van Guldener (2010–2013)
- Dennis van der Heijden (2022–)
- Felino Jardim (2014–2015)
- Frank Karreman (2014–2018)
- Wilmer Kousemaker (2014–2018)
- Antoine van der Linden (jeugd)
- Cecilio Lopes (2014–2016)
- Raphael Maitimo (2012–2013)
- Jos van Nieuwstadt (2012–2014)
- Jordão Pattinama (2015–2017)
- Nick van der Ploeg (2012–2018)
- Marvin van der Pluijm (2012–2013)
- Wesley Pollemans (2021–)
- Sebastiaan Pot (2007–2008)
- Carlo de Reuver (2017)
- Jerson Ribeiro (2013–2014)
- Jeffrey Rijsdijk (2021–)
- Gertjan Rothman (2007–2018)
- Leen van Steensel (2012–2014)
- Ali Ulusoy (2022–)
- Jahri Valentijn (2013–2015)
- Sem Valk (jeugd)
- Peter van der Veen (1995)
- Birger van de Ven (2007–2009)
- Tim Vincken (2016–2018)
- Niels Vorthoren (2013–2014)
- Robbert de Vos (2023–)
- Angelmo Vyent (2017–2018)
- Ismaïl Yıldırım (2021–2022)
- Kerem Yilmaz (2007–2011)

### Trainers
- Henk den Boer (1969-1971)
- Ronald Klinkenberg (1991–1992)
- René Vermunt (1996–1998)
- René Vermunt (2001–2004)
- Gijs Zwaan (2004–2005)
- Arie van der Zouwen (2005–2006)
- René Vermunt (2007–2011)
- Ronald Klinkenberg (2011–2013)
- Theo de Boon (2013–2014)
- Ton van Bremen (2014–2016)
- Edwin Top (2016–2017)
- Winand van Loon (2016–2018)
- Ron Timmers (2018)
- Ton van Bremen (2018–2020)
- Gijs Zwaan (2020)
- Ralph Kalkman (2020–2022)
- René van Eck (2022–2023)
- Ronald Ermes (2023)
- Kevin Vink  (2024- )